# Mellecey
Mellecey ist eine französische Gemeinde mit 1.311 Einwohnern (Stand: 1. Januar 2022) im Département Saône-et-Loire in der Region Bourgogne-Franche-Comté. Die Gemeinde gehört zum Arrondissement Chalon-sur-Saône und zum Kanton Givry. Die Einwohner werden Mellecéens und Mellecéennes genannt.

## Geographie
Mellecey liegt etwa sieben Kilometer westnordwestlich von Chalon-sur-Saône im Weinbaugebiet Bourgogne. Die Orbise durchquert das Gemeindegebiet von West nach Ost. Umgeben wird Mellecey von den Nachbargemeinden Mercurey im Norden und Nordwesten, Fontaines im Norden und Nordosten, Farges-lès-Chalon im Nordosten, Champforgeuil im Osten, Châtenoy-le-Royal im Osten und Südosten, Dracy-le-Fort im Süden, Givry im Süden und Südwesten, Saint-Denis-de-Vaux im Westen und Südwesten sowie Saint-Martin-sous-Montaigu im Westen und Nordwesten.

## Geschichte
Im Jahr 842 wird Mellecey erstmals urkundlich erwähnt, als sich die karolingischen Herrscher Karl der Kahle und Ludwig der Deutsche hier trafen (Reg.Imp. I, 2,1 315, bm 1371f). Karl der Kahle schenkte 877 das Dorf „Miliciacum“ dem Bischof von Tours (D_Charles_II, 441). Diese und weitere Schenkungen bestätigte Karl der Dicke 886 in „Miliciaco“ (D_Karl_III, 139f.). Dann schweigen die Urkunden für längere Zeit.

## Einwohner
| Jahr      | 1962 | 1968 | 1975 | 1982  | 1990  | 1999  | 2006  | 2017  |
| --------- | ---- | ---- | ---- | ----- | ----- | ----- | ----- | ----- |
| Einwohner | 784  | 738  | 788  | 1.067 | 1.102 | 1.142 | 1.171 | 1.299 |

## Sehenswürdigkeiten
- Kirche Saint-Pierre aus dem 12. Jahrhundert, seit 1941 als Monument historique eingeschrieben
- Schloss Germolles aus dem 13. und 14. Jahrhundert, seit 1989 in Teilen als Monument historique klassifiziert, in restlichen Teilen eingeschrieben
- Schlosskapelle aus dem 13. und 14. Jahrhundert, seit 1989 als Monument historique klassifiziert
- Kapelle Marloux aus dem 15. Jahrhundert
- Brücke über die Orbise, seit 1987 als Monument historique eingeschrieben
- Grenzstein in Säulenform aus dem 18. Jahrhundert, seit 1933 als Monument historique eingeschrieben

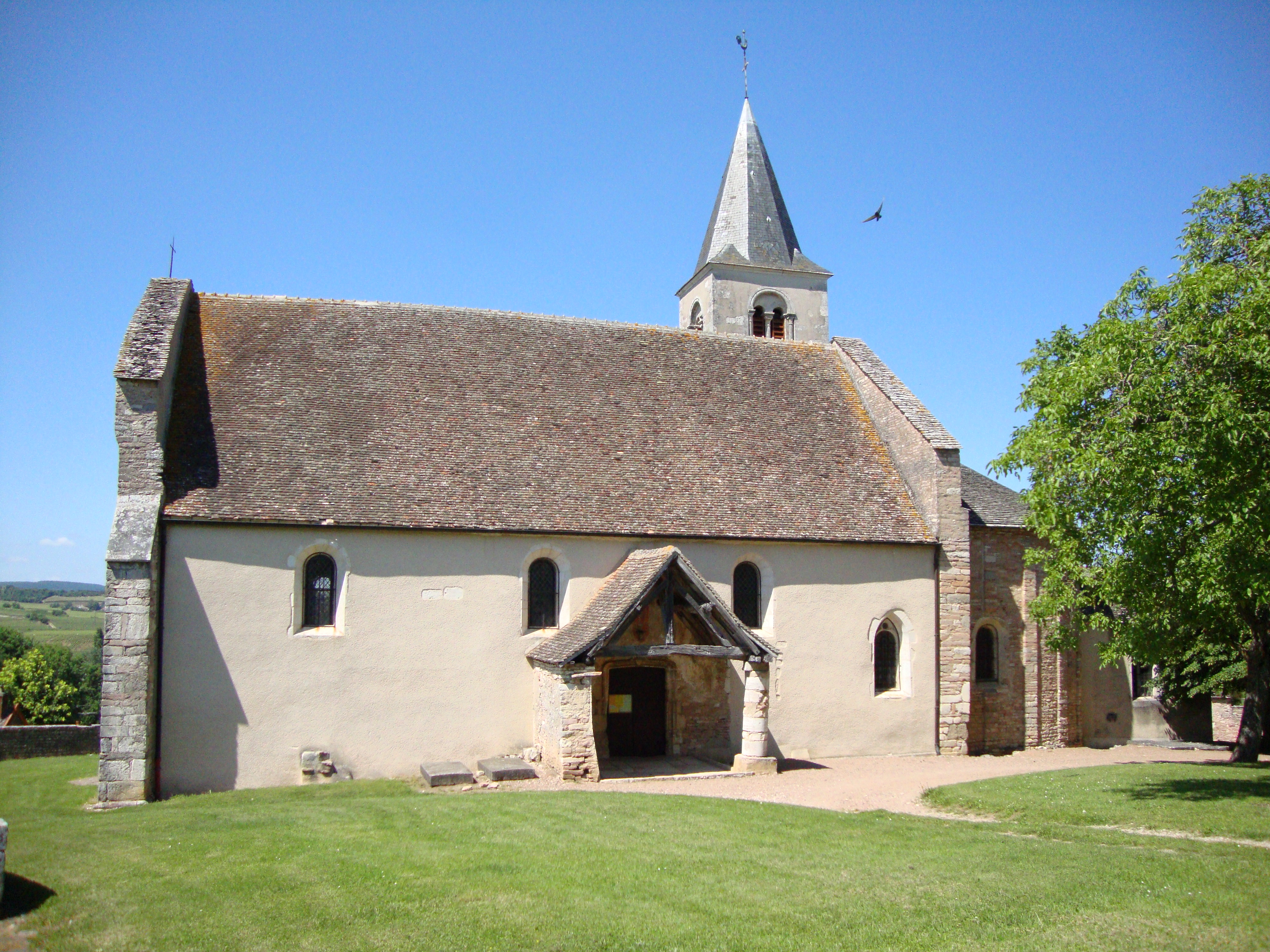
Kirche Saint-Pierre
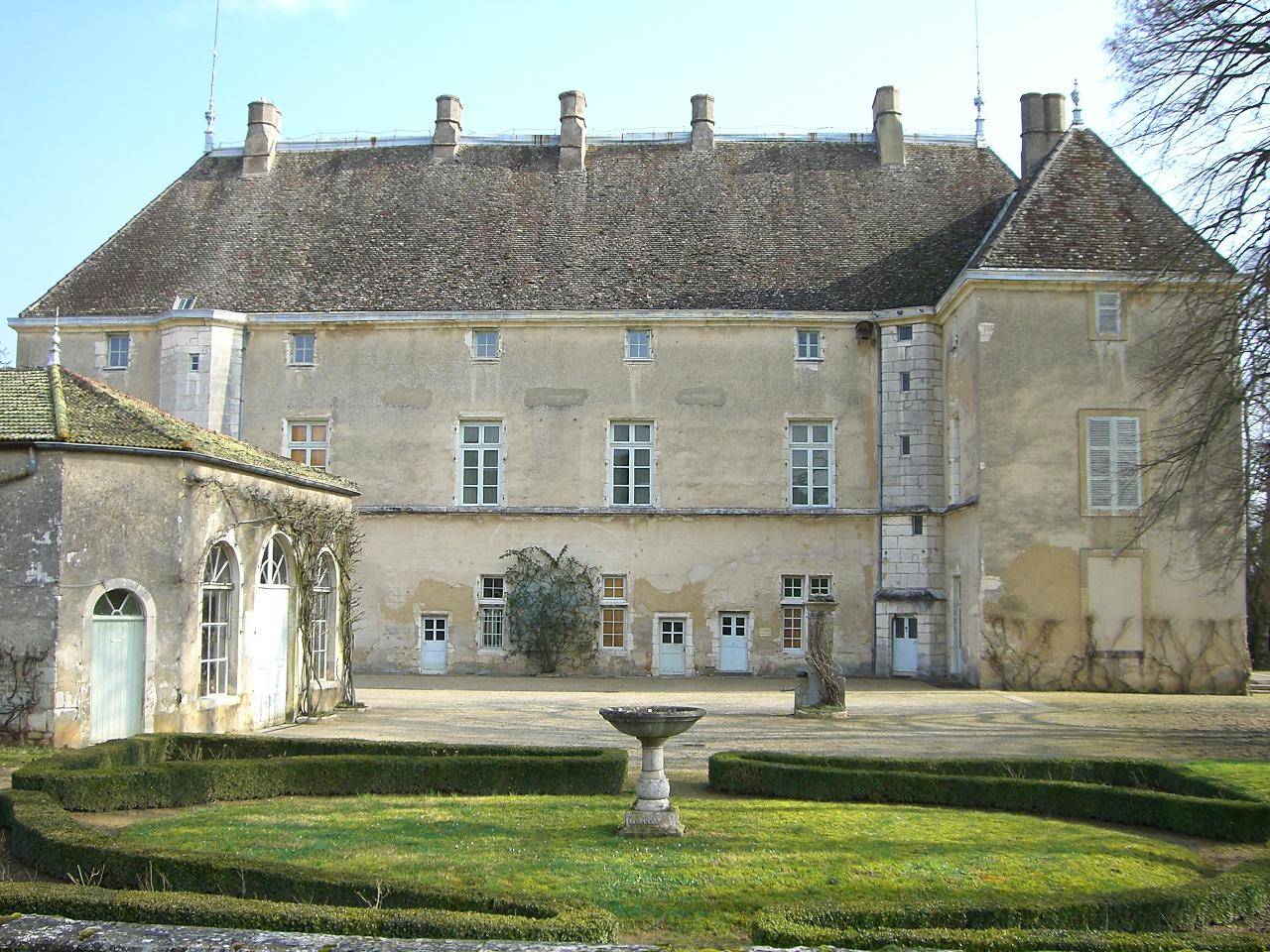
Schloss Germolles
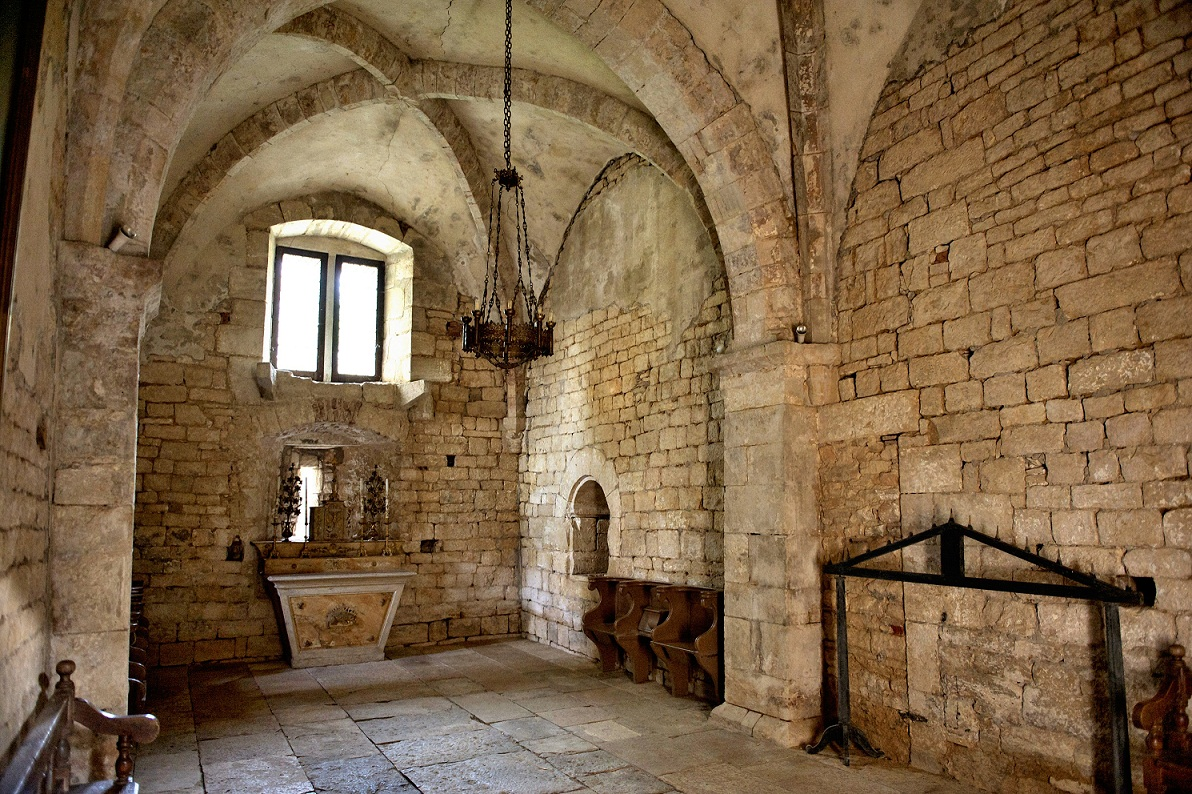
Untergeschoss der Schlosskapelle
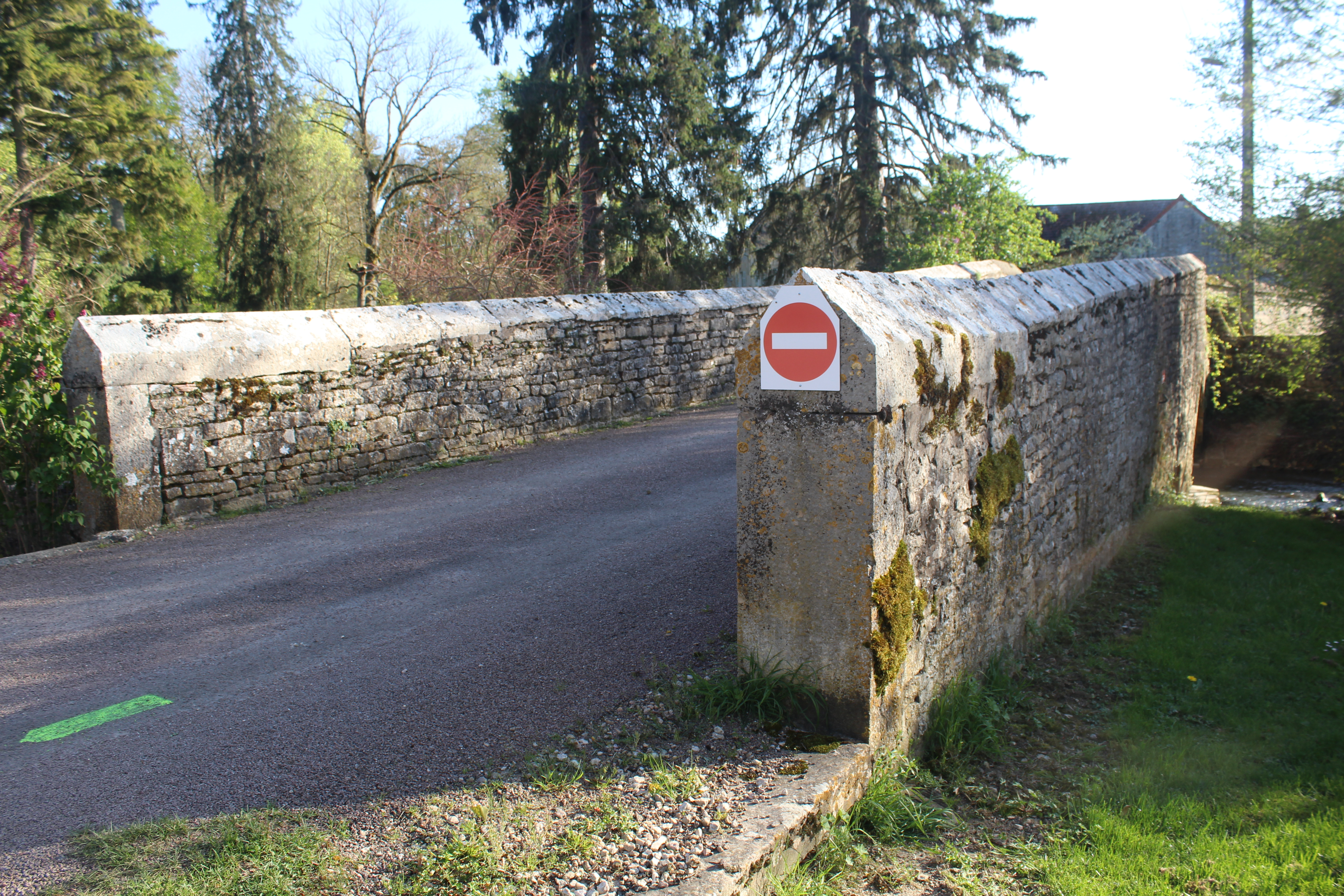
Brücke über die Orbise
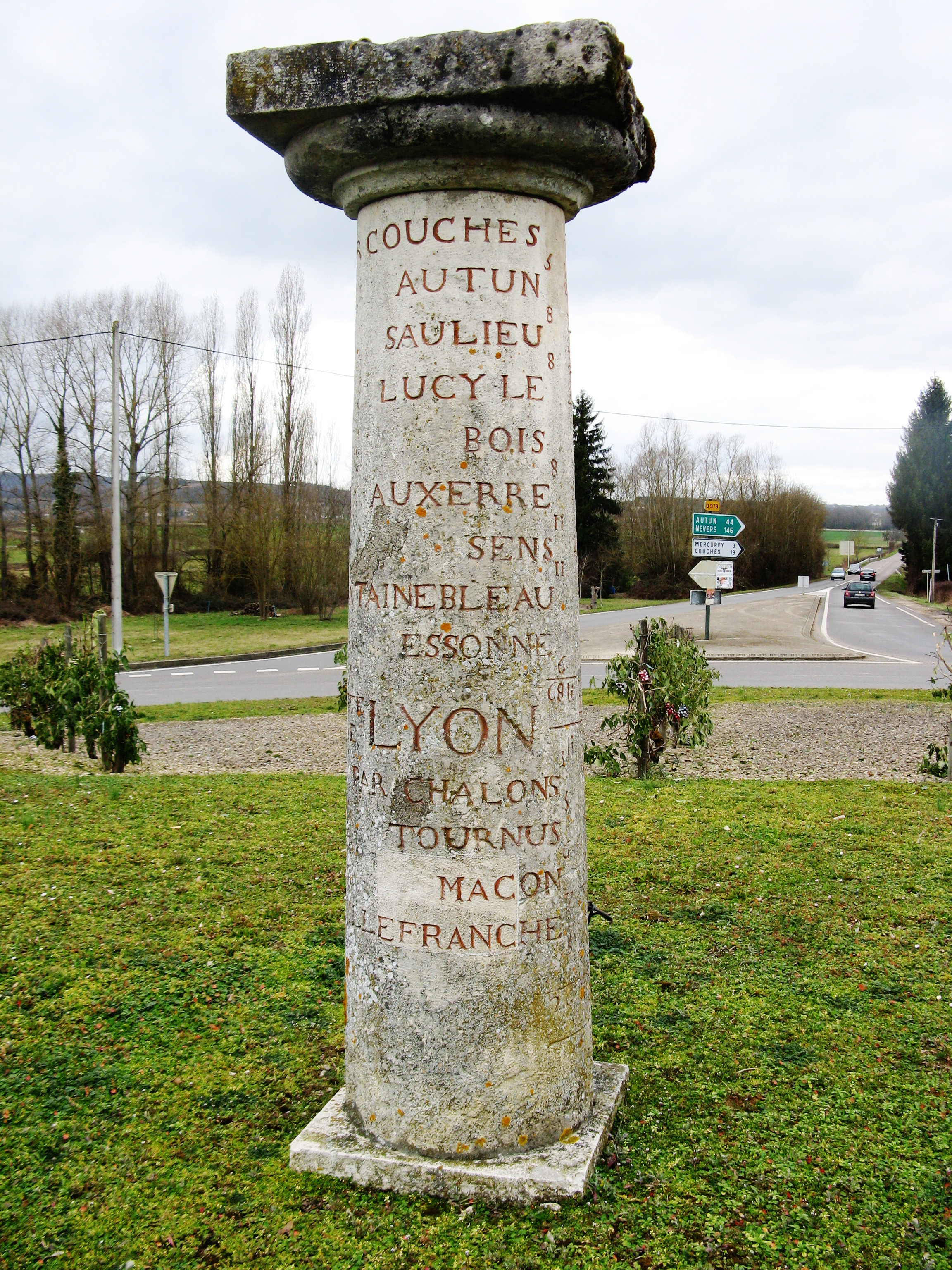
Grenzstein

## Gemeindepartnerschaften
Mellecey ist mit der Gemeinde Ayeneux in Wallonien (Belgien) verschwistert.